# Privilegium Maius

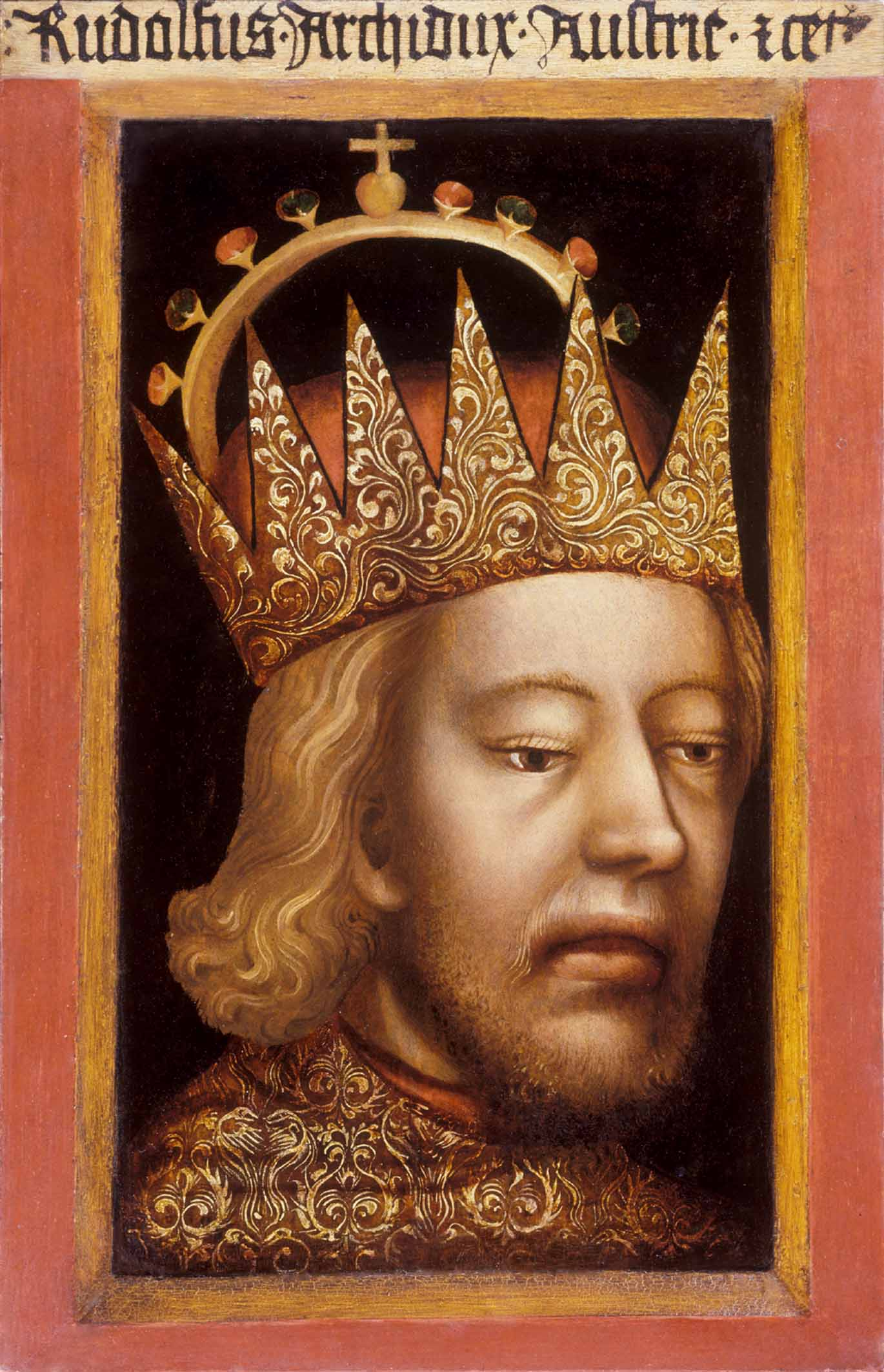
Rudolfus Archidux Austriae portant le chapeau archiducal, vers 1365.

Le Privilegium Maius est un document médiéval daté de 1358-1359, contrefait à la demande de Rodolphe IV d'Autriche (1358-1365), un scion de la maison de Habsbourg. Il s'agit d'une version modifiée du Privilegium Minus de l'empereur Frédéric Barberousse en 1156, qui a élevé le margraviat d'Autriche au rang de duché. Les privilèges répertoriés dans le document ont une grande influence sur le paysage politique autrichien, créant un lien unique entre la maison des Habsbourg et l'Autriche.
Ce document élève le duché d'Autriche au rang d'archiduché. Outre le caractère prestigieux du titre (mettant le souverain sur un pied d'égalité avec les princes-électeurs), cela confère notamment à l'Autriche les privilèges suivants :
- L'indivisibilité du territoire ;
- L'héritage automatique pour le fils aîné (droit étendu à la fille aînée en 1713 à la suite de la Pragmatique Sanction) ;
- L'indépendance juridique et législative, sans possibilité d'appel de la part de l'empereur ;
- L'autorisation d'utiliser certains symboles comme la couronne archiducale.

## Sources
- (en) Cet article est partiellement ou en totalité issu de l’article de Wikipédia en anglais intitulé « Privilegium Maius » (voir la liste des auteurs).